# Hayeswater
Hayeswater ist einer der kleineren Seen im nordenglischen Nationalpark Lake District. Er ist 1,1 km lang und 200 m breit.
Der See liegt in einem bei der Ortschaft Hartsop nach Südwesten abzweigenden Seitental des Patterdale zwischen Gray Crag im Westen und The Knott im Osten.
Hayeswater ist ein natürlicher See, der jedoch 1908 durch einen kleinen Damm zusätzlich angestaut wurde und als Trinkwasserreservoir für die umliegenden Gemeinden diente. Seit 2005 wurde der See nicht mehr zur Trinkwassergewinnung genutzt, die stattdessen im Haweswater ausgeweitet wurde. Die Betreibergesellschaft plant für 2014 den Rückbau des Dammes, um den See wieder in seine natürliche Form zurückzuführen. Ab Mai 2014 soll der Wasserspiegel langsam gesenkt werden und dann ab Juni in einer viermonatigen Bauphase der Damm entfernt werden. Der Wasserspiegel des Sees wird durch den Abbau des Dammes um zwei Meter sinken. Während der Bauzeit wird dem Erhalt der Forellen im See besondere Aufmerksamkeit geschenkt. Nach der Rückversetzung in den Urzustand, können dann auch die im See ursprünglich heimischen Aale wieder dorthin zurückkehren.

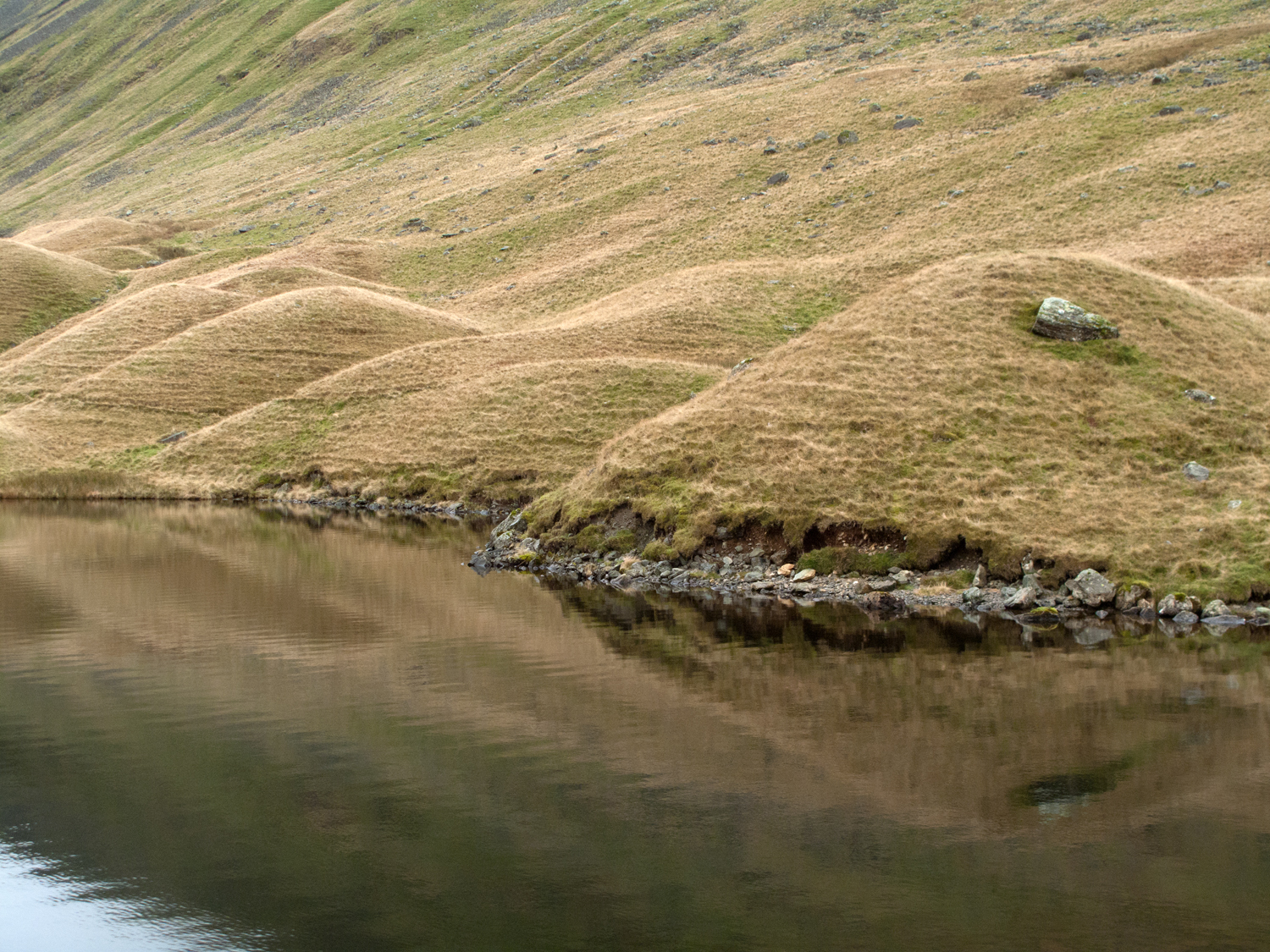
Drumlins am Hayeswater